# Bad Boy
Bad Boy is een rock-'n-rollnummer dat in 1958 is geschreven door de Amerikaanse zanger Larry Williams. Hij nam het in dat jaar zelf ook op en het kwam in januari 1959 uit als B-kant van een single, met als A-kant She Said Yeah, dat in 1964 werd opgenomen door The Animals en in 1965 door The Rolling Stones. De plaat werd geen succes, maar trok wel de aandacht van John Lennon, die Bad Boy in 1965 opnam met zijn groep The Beatles.
De tekst gaat over een vervelende jongen die liever naar rock-'n-roll luistert dan naar school gaat en bovendien allerlei misselijke streken uithaalt.

## Versie van Larry Williams
Het nummer werd op 14 augustus 1958 opgenomen in de studio van Radio Recorders in Hollywood. Williams werd onder andere begeleid door Plas Johnson op tenorsaxofoon en Earl Palmer op drums, zoals op de meeste opnamen die hij maakte voor Specialty Records.
Bij het schrijven van het nummer werd Larry Williams beïnvloed door The Coasters met hun humoristische stijl. Yakety Yak was in 1958 een toptienhit. Net zoals in Yakety Yak een zware stem af en toe commentaar levert: 'Don’t talk back’, vertelt in Bad Boy een zware stem: 'He's a bad boy'.
De plaat werd geen hit, net zomin als de andere platen van Larry Williams die in 1959 werden uitgebracht. Begin 1960 zette Specialty Records hem dan ook aan de kant, al had dat ook te maken met zijn arrestatie wegens drugshandel.
Een verzamelalbum met nummers van Larry Williams uit 1990 heet Bad Boy.

## Versie van The Beatles
The Beatles hadden het nummer al vanaf hun beginjaren op hun repertoire. Ze namen het op 10 mei 1965 (10 mei was de verjaardag van Larry Williams) op voor hun Amerikaanse album Beatles VI, tegelijk met Dizzy Miss Lizzy, ook een nummer van Larry Williams. John Lennon trad als zanger op.
De bezetting was:
- John Lennon, zang, slaggitaar, elektronisch orgel
- Paul McCartney, basgitaar, elektrische piano
- George Harrison, sologitaar
- Ringo Starr, drums, tamboerijn

Het nummer werd opgenomen in vier ‘takes’.
Anders dan Bad Boy, dat alleen op Beatles VI verscheen, werd Dizzy Miss Lizzy ook uitgebracht op de Britse versie van het album Help!. Bad Boy kwam in het Verenigd Koninkrijk pas in december 1966 uit op het verzamelalbum A Collection of Beatles Oldies. In 1976 kwam het uit op een weinig bekend dubbelalbum Rock 'n' Roll Music, in 1978 op Rarities en in 1988 op het verzamelalbum Past Masters, Volume One.

## Andere versies
- Rush bracht het nummer vaak live. Een opname uit 1974 staat op de bootleg New in Town.[6]
- The Cowboy Junkies zetten het nummer als hidden track op hun livealbum 200 More Miles: Live Performances 1985–1994 van 1995.
- Een liveversie door George Thorogood and the Destroyers staat op het album Live: Let's Work Together uit 1995.[7]

Er bestaan meer nummers met de titel Bad Boy. Een ervan is onder andere in 1978 opgenomen door Ringo Starr voor een gelijknamig album, Miami Sound Machine maakte in 1985 ook een nummer met dezelfde titel.